# Adelàsia de Torres
Adelàsia de Torres (1207-1259) fou una noble corsa del segle xiii, jutgessa de Torres
Fou filla de Marià II de Torres i va succeir al seu germà Barisó III de Torres el 1236. Fou també jutgessa de Gallura a la mort del seu primer marit el jutge Ubald I Visconti de Gallura amb el que es va casar el 1219. A la mort d'Ubald Visconti de Gallura (1238) els Dòria van convèncer a l'emperador Frederic II de casar al seu fill bastard Enzo amb Adelàsia i crear un Regne de Sardenya. L'octubre del 1238 es va casar amb Enzzo i Hohensatufen (o Enzo de Suàbia), que es va titular rei de Sardenya (1215-Bolonya 11 de març de 1272) que la va abandonar el juliol de 1239 per anar a lluitar amb el pare i se'n va divorciar el 1246 per després caure presoner dels güelfs, quedant empresonat fins a la seva mort.
Des de 1246 Adelàsia va deixar d'ocupar-se del govern i es va retirar al castell de Goceano. Va morir el 1259 i el seu territori es va repartir entre les famílies Dòria, Malaspina i Spinola de la República de Gènova, cada una com a curadors de Gènova; Sassari que va rebutjar a un governador pisà amb suport dels Dòria, es va constituir en ciutat lliure sota forma republicana i amb aliança a Gènova, que enviava al podestà anyal. Aquesta situació va derivar en un control dels Dòria a una part (el nord) mentre un altre va passar als Serra o Bas-Serra d'Arborea (el sud) ambdós al·legant ser regents d'Enzo, que va morir presoner a Bolonya el 1272) i es va acabar la ficció. Sassari fou ocupada pels catalans el 1324.